# Afon Taf (Carmarthenshire)
Afon Taf är ett vattendrag i Storbritannien.   Det ligger i riksdelen Wales, i den södra delen av landet, 300 km väster om huvudstaden London.